# Gemerská Poloma
Gemerská Poloma – wieś (obec) na Słowacji położona w kraju koszyckim, w powiecie Rożniawa. 

## Położenie
Leży u południowo-zachodnich podnóży Gór Wołowskich, w dolinie rzeki Slaná, w miejscu, w którym wpada do niej jej lewobrzeżny dopływ, Súľovský potok. Przez miejscowość przebiega droga nr 67 z Vernáru do Rożniawy. W kierunku północnym odchodzi od niej droga nr 533, biegnąca przez przełęcz Súľová do Hnilca w dolinie Hnilca.

## Historia
Pierwsze wzmianki o miejscowości pochodzą z roku 1282. Powstała z połączenia Malej i Veľkej Polomy. Jej właścicielami byli Bebekowie, władający niedalekim Štítnikiem, a następnie należała do feudalnego "państwa" z siedzibą na zamku Krásna Hôrka.
Aż do początków XX w. mieszkańcy zajmowali się głównie rolnictwem, hodowlą i pracami w lasach, w tym wypalaniem węgla drzewnego. W XIX w. miejscowość była znana z wyrobu koronek klockowych, przeznaczanych głównie do damskich czepców. W XX w. znaczna część mieszkańców znalazła zatrudnienie w zakładach metalurgicznych w Rożniawie, a po II wojnie światowej również w miejscowym dużym spółdzielczym gospodarstwie rolnym.
Obecnie największym zakładem w miejscowości jest kopalnia talku firmy eoroTalc. Sztolnią „Elizabeth”, której wylot znajduje się w dolinie Súľovskiego potoku, na północ od centrum miejscowości, eksploatuje ona jedno z największych na świecie złóż tego minerału, znajdujące się pod głównym grzbietem Gór Wołowskich.

## Demografia
Według danych z dnia 31 grudnia 2012, wieś zamieszkiwało 2057 osób, w tym 1034 kobiety i 1023 mężczyzn.
W 2001 roku rozkład populacji względem narodowości i przynależności etnicznej wyglądał następująco:
- Słowacy – 95,44%
- Czesi – 0,51%
- Polacy – 0,05%
- Romowie – 2,84%
- Węgrzy – 0,61%

Ze względu na wyznawaną religię struktura mieszkańców kształtowała się w 2001 roku następująco:
- Katolicy rzymscy – 16,86%
- Grekokatolicy – 0,3%
- Ewangelicy – 64%
- Ateiści – 16%
- Nie podano – 1,87%